# Dornacher Ried mit Häckler Ried, Häckler Weiher und Buchsee

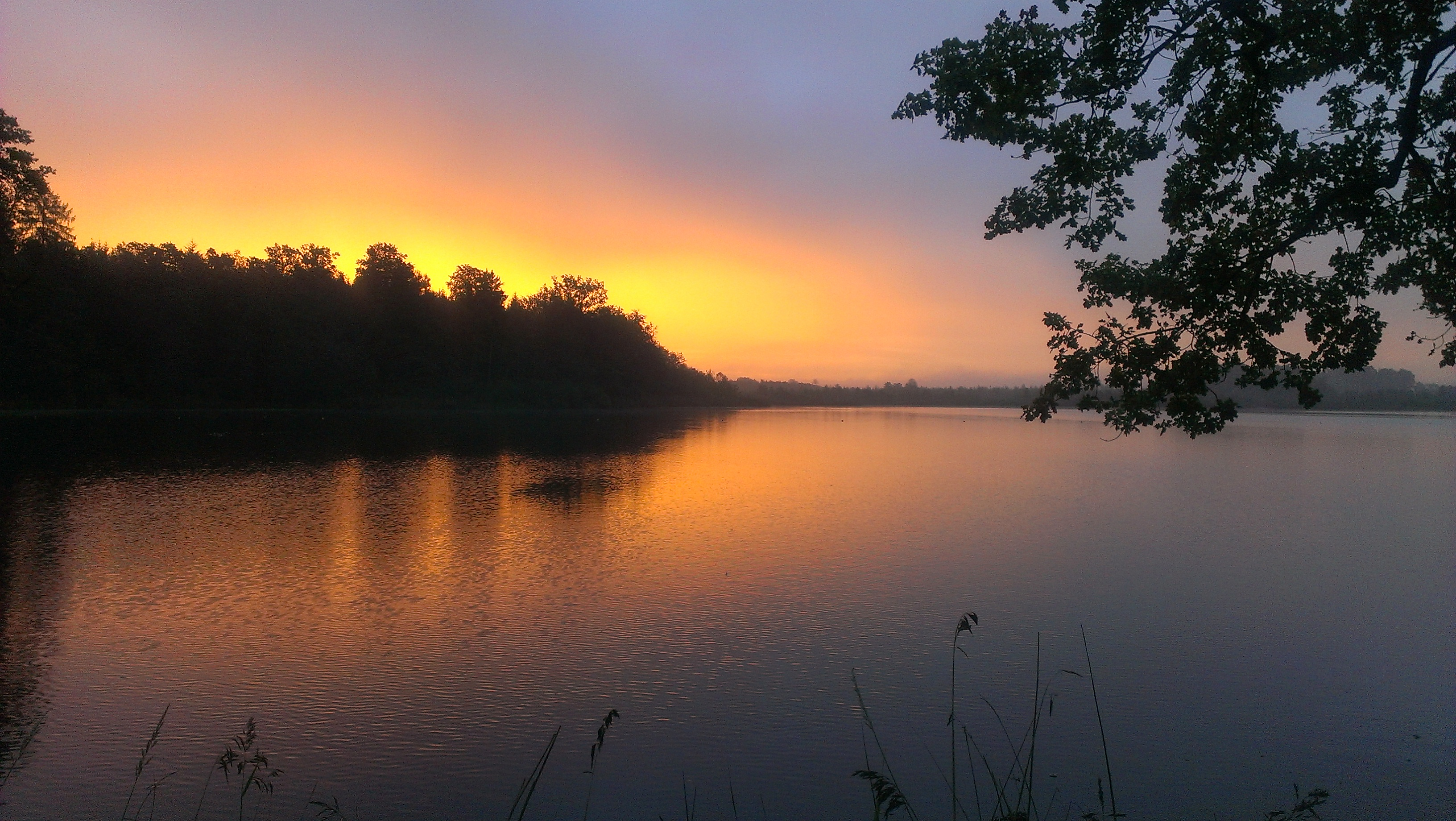
Sonnenaufgang über dem Häckler Weiher

Das Gebiet Dornacher Ried mit Häckler Ried, Häckler Weiher und Buchsee ist ein mit Verordnung vom 4. Juni 1937 ausgewiesenes Naturschutzgebiet (NSG-Nummer 4.001) im Gebiet der baden-württembergischen Gemeinden Fronreute und Wolpertswende im Landkreis Ravensburg in Deutschland. Es ist damit das älteste Naturschutzgebiet im heutigen Regierungsbezirk Tübingen.

## Lage
Das rund 151 Hektar – davon 125 Hektar zu Fronreute und etwa 26 Hektar zu Wolpertswende gehörend – große, zweiteilige Naturschutzgebiet Dornacher Ried mit Häckler Ried, Häckler Weiher und Buchsee liegt im Naturraum Oberschwäbisches Hügelland. Es erstreckt sich östlich und westlich der Bundesstraße 32, rund 1,5 Kilometer nördlich von Blitzenreute und drei Kilometer südwestlich von Wolpertswende auf einer Höhe von 580 bis 584 m ü. NN.

## Schutzzweck
Das Dornacher Ried ist ein nahezu unberührtes Bergkiefern-Hochmoor mit dem Blindsee. Das Häckler Ried besteht aus Flach- und Übergangsmoor und umschließt den Häckler Weiher mit einer Lachmöwenkolonie. Der Buchsee mit seinen ausgedehnten Seerosen-Beständen ist durch eine Straße vom Häckler Ried getrennt.
Wesentlicher Schutzzweck ist die Erhaltung der zwischen Moränenzügen gelegenen, teils vermoorten und verlandeten Gletscherseen.

## Flora und Fauna

### Flora
Aus der schützenswerten Pflanzenwelt sind folgende Arten (Auswahl) zu nennen:
- Araliengewächse
  - Gewöhnlicher Wassernabel (Hydrocotyle vulgaris)
- Heidekrautgewächse
  - Rosmarinheide (Andromeda polifolia), auch als Polei-Gränke, Lavendelheide, Poleirosmarinheide und Sumpfrosmarin bezeichnet
- Korbblütler
  - Sumpf-Pippau (Crepis paludosa)
- Moschuskrautgewächse
  - Gewöhnlicher Schneeball (Viburnum opulus), u. a.auch Gemeiner Schneeball, Herzbeer, Blutbeer oder Wasserholder genannt
- Orchideen
  - Fleischfarbenes Knabenkraut (Dactylorhiza incarnata)
  - Geflecktes Knabenkraut (Dactylorhiza maculata)
- Seerosengewächse
  - Gelbe Teichrose (Nuphar lutea)
  - Kleine Teichrose (Nuphar pumila)
  - Weiße Seerose (Nymphaea alba)
- Sonnentaugewächse
  - Mittlerer Sonnentau (Drosera intermedia)
- Wasserschlauchgewächse
  - Gemeines Fettkraut (Pinguicula vulgaris), auch Blaues -, Gewöhnliches - oder Kiwitzfettkraut genannt

Moose
- Quellmoos (Fontinalis antipyretica)
- Spieß-Torfmoos (Sphagnum cuspidatum)
- Steifblättriges Frauenhaar (Polytrichum strictum)
- Sumpf-Torfmoos (Sphagnum palustre)
- Sphagnum capillifolium
- Sphagnum magellanicum

### Fauna
Aus der schützenswerten Tierwelt sind folgende Spezies (Auswahl) zu nennen:
Amphibien
- Erdkröte (Bufo bufo)
- Grasfrosch (Rana temporaria)
- Teichfrosch (Rana kl. esculenta)

Fische
- Europäischer Aal (Anguilla anguilla)
- Karausche (Carassius carassius)
- Ukelei (Alburnus alburnus)

Insekten
- Heuschrecken
  - Gemeiner Grashüpfer (Chorthippus parallelus)
  - Gewöhnliche Strauchschrecke (Pholidoptera griseoaptera)
  - Grünes Heupferd (Tettigonia viridissima)
  - Kleine Goldschrecke (Chrysochraon brachyptera)
  - Kurzflügelige Beißschrecke (Metrioptera brachyptera)
  - Langflügelige Schwertschrecke (Conocephalus discolor)
  - Roesels Beißschrecke (Metrioptera roeselii)
  - Sumpfgrashüpfer (Chorthippus montanus)
  - Sumpfschrecke (Mecostethus grossus)
- Libellen
  - Arktische Smaragdlibelle (Somatochlora arctica)
  - Blaue Federlibelle (Platycnemis pennipes)
  - Blauflügel-Prachtlibelle (Calopteryx virgo)
  - Blaugrüne Mosaikjungfer (Aeshna cyanea)
  - Blutrote Heidelibelle (Sympetrum sanguineum)
  - Braune Mosaikjungfer (Aeshna grandis)
  - Fledermaus-Azurjungfer (Coenagrion pulchellum)
  - Frühe Adonislibelle (Pyrrhosoma nymphula)
  - Früher Schilfjäger (Brachytron pratense)
  - Gebänderte Prachtlibelle (Calopteryx splendens)
  - Gefleckte Heidelibelle (Sympetrum flaveolum)
  - Gefleckte Smaragdlibelle (Somatochlora flavomaculata)
  - Gemeine Becherjungfer (Enallagma cyathigerum)
  - Gemeine Binsenjungfer (Lestes sponsa)
  - Gemeine Heidelibelle (Sympetrum vulgatum)
  - Gemeine Smaragdlibelle (Cordulia aenea)
  - Gemeine Winterlibelle (Sympecma fusca)
  - Große Königslibelle (Anax imperator)
  - Große Pechlibelle (Ischnura elegans)
  - Großes Granatauge (Erythromma najas)
  - Herbst-Mosaikjungfer (Aeshna mixta)
  - Hochmoor-Mosaikjungfer (Aeshna subarctica elisabethae)
  - Hufeisen-Azurjungfer (Coenagrion puella)
  - Kleine Königslibelle (Anax parthenope)
  - Kleine Moosjungfer (Leucorrhinia dubia)
  - Schwarze Heidelibelle (Sympetrum danae)
  - Speer-Azurjungfer (Coenagrion hastulatum)
  - Spitzenfleck (Libellula fulva)
  - Südlicher Blaupfeil (Orthetrum brunneum)
  - Vierfleck (Libellula quadrimaculata)
  - Weidenjungfer (Lestes viridis)
- Schmetterlinge
  - Argus-Bläuling (Plebejus argus)
  - Baldrian-Scheckenfalter (Melitaea diamina)
  - Brauner Waldvogel (Aphantopus hyperantus)
  - Braunfleckiger Perlmuttfalter (Clossiana selene)
  - Großer Kohlweißling (Pieris brassicae)
  - Großer Schillerfalter (Apatura iris)
  - Grünader-Weißling (Artogeia napi)
  - Grüner Zipfelfalter (Callophrys rubi)
  - Hochmoorgelbling (Colias palaeno )
  - Kaisermantel (Argynnis paphia)
  - Kleiner Eisvogel (Limenitis camilla)
  - Kleiner Kohlweißling (Pieris rapae)
  - Rostfarbiger Dickkopffalter (Ochlodes venatus)
  - Schachbrett (Melanargia galathea)
  - Schwalbenschwanz (Papilio machaon)
  - Wachtelweizen-Scheckenfalter (Mellicta athalia)
  - Zitronenfalter (Gonepteryx rhamni)

Reptilien
- Blindschleiche (Anguis fragilis)
- Kreuzotter  (Vipera berus)
- Ringelnatter (Natrix natrix)
- Waldeidechse (Lacerta vivipara)

Vögel
- Eisvogel (Alcedo atthis)
- Feldschwirl (Locustella naevia)
- Lachmöwe (Larus ridibundus)
- Mönchsgrasmücke (Sylvia atricapilla)
- Schwarzspecht (Dryocopus martius)
- Zilpzalp (Phylloscopus collybita)